# Bataille de Topáter
Guerre du Pacifique
Batailles
Campagne navale
- Chipana
- Iquique
- Punta Gruesa
- Antofagasta (1re)
- Antofagasta (2e)
- Rímac
- Angamos
- Pilcomayo
- Arica (1re)
- Arica (2e)
- Callao

Campagne terrestre
- Topáter
- San Francisco
- Tarapacá
- Los Ángeles
- Alto de la Alianza (Tacna)
- Arica
- Chorrillos
- Miraflores
- Lima
- San Pablo
- Pachia
- La Concepción
- Huamachuco

La bataille de Topáter  ou bataille de Calama  était le premier affrontement militaire qui a eu lieu le 23 mars 1879 de la Guerre du Pacifique (1879-1884) entre le Chili et la Bolivie.

## Le combat
Les Chiliens prenaient possession de la province d'Antofagasta le 14 février 1879 qui faisait alors partie de la Bolivie. Les troupes boliviennes, assez peu nombreuses, ont décidé de prendre position dans la ville de Calama. En route pour occuper Calama, 554 soldats chiliens, y compris de la cavalerie et avec deux canons rayés Krupp, se sont heurtés à 135 soldats et miliciens boliviens dirigés par le Dr Ladislao Cabrera, un civil et une autorité politique de la région.
Les Boliviens ont engagé la bataille à côté du gué Topáter, qui passe à l'extérieur de la ville. Des appels à la reddition ont été rejetés avant et pendant la bataille. En infériorité numérique et faible en munitions, la plupart des forces boliviennes se sont finalement retirées, à l'exception d'un petit groupe de civils dirigé par le colonel Eduardo Abaroa qui a combattu jusqu'au bout.
Le héros national bolivien, le colonel Abaroa, est mort dans cette bataille. D'autres batailles terrestres n'auront pas lieu tant que la guerre en mer n'aura pas été résolue.